# Leul de Aur
Leul de Aur (în italiană Leone d'Oro) este trofeul cel mai important acordat de juriul Expoziției Internaționale de Artă cinematografică de la Veneția.

## Leul de Aur pentru cel mai bun film

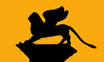

Până în 1942 se acordă Cupa Mussolini, pentru cel mai bun film italian și pentru cel mai bun film străin.

### Anii 1930-1945
| Anul    | Filmul                                             | Regia                 | Țara                       |
| ------- | -------------------------------------------------- | --------------------- | -------------------------- |
| 1932    | Prima ediție nu a fost competitivă.                |                       |                            |
| 1934    | Teresa Confalonieri cel mai bun film italian       | Guido Brignone        | Italia                     |
| 1934    | The man of Aran cel mai bun film străin            | Robert Flaherty       | Statele Unite ale Americii |
| 1935    | Casta diva cel mai bun film italian                | Carmine Gallone       | Italia                     |
| 1935    | Anna Karenina cel mai bun film străin              | Clarence Brown        | Statele Unite ale Americii |
| 1936    | Squadrone bianco cel mai bun film italian          | Augusto Genina        | Italia                     |
| 1936    | Der Kaiser von Kalifornien cel mai bun film străin | Luis Trenker          | Germania                   |
| 1937    | Scipione l'Africano cel mai bun film italian       | Carmine Gallone       | Italia                     |
| 1937    | Un carnet de bal cel mai bun film străin           | Julien Duvivier       | Franța                     |
| 1938    | Luciano Serra pilota cel mai bun film italian      | Goffredo Alessandrini | Italia                     |
| 1938    | Olympia cel mai bun film străin                    | Leni Riefenstahl      | Germania                   |
| 1939    | Abuna Messias                                      | Goffredo Alessandrini | Italia                     |
| 1940    | L'assedio dell'Alcazar cel mai bun film italian    | Augusto Genina        | Italia                     |
| 1940    | Der Postmeister cel mai bun film străin            | Gustav Ucicky         | Germania                   |
| 1941    | La corona di ferro cel mai bun film italian        | Alessandro Blasetti   | Italia                     |
| 1941    | Ohm Krüger cel mai bun film străin                 | Hans Steinhoff        | Germania                   |
| 1942    | Bengasi cel mai bun film italian                   | Augusto Genina        | Italia                     |
| 1942    | Der Grosse König cel mai bun film străin           | Veit Harlan           | Germania                   |
| 1943-45 | Expoziția a fost anulată din cauza războiului.     |                       |                            |

### Anii după 1946
Începând cu anul 1946 și până în prezent, trofeul se numește Leul de Aur.
| Anul      | Film | Regia                  | Țara                                     |
| --------- | --- | ---------------------- | ---------------------------------------- |
| 1946      | The Southener                                                                                                | Jean Renoir            | Statele Unite ale Americii               |
| 1947      | Sirena | Karel Steklý           | Cehoslovacia                             |
| 1948      | Hamlet | Laurence Olivier       | Regatul Unit                             |
| 1949      | Manon | Henri-Georges Clouzot  | Franța                                   |
| 1950      | Justice est faite                                                                                            | André Cayatte          | Franța                                   |
| 1951      | Rashômon | Akira Kurosawa         | Japonia                                  |
| 1952      | Jocuri interzise (Jeux interdits)                                                                            | René Clément           | Franța                                   |
| 1953      | Leul de Aur nu a fost acordat.                                                                               |                        |                                          |
| 1954      | Giulietta e Romeo                                                                                            | Renato Castellani      | Italia                                   |
| 1955      | Ordet | Carl Theodor Dreyer    | Danemarca                                |
| 1956      | Leul de Aur nu a fost acordat.                                                                               |                        |                                          |
| 1957      | Aparajito | Satyajit Ray           | India                                    |
| 1958      | Omul cu ricșa                                                                                                | Hiroshi Inagaki        | Japonia                                  |
| 1959      | Marele război (La grande guerra)                                                                             | Mario Monicelli        | Italia                                   |
| 1959      | Generalul della Rovere (Il generale Della Rovere)                                                            | Roberto Rossellini     | Italia                                   |
| 1960      | Le passage du Rhin                                                                                           | André Cayatte          | Franța                                   |
| 1961      | Anul trecut la Marienbad (L'année dernière à Marienbad)                                                      | Alain Resnais          | Franța                                   |
| 1962      | Cronaca familiare                                                                                            | Valerio Zurlini        | Italia                                   |
| 1962      | Copilăria lui Ivan (Ivanovo Detsvo)                                                                          | Andrei Tarkovski       | Uniunea Sovietică                        |
| 1963      | Cu mâinile pe oraș (Le mani sulla città)                                                                     | Francesco Rosi         | Italia                                   |
| 1964      | Deșertul roșu (Deserto Rosso)                                                                                | Michelangelo Antonioni | Italia                                   |
| 1965      | Tremurătoarele stele ale Ursei (Vaghe stelle dell'Orsa)                                                      | Luchino Visconti       | Italia                                   |
| 1966      | Bătălia pentru Alger (La battaglia di Algeri)                                                                | Gillo Pontecorvo       | Italia/ Algeria                          |
| 1967      | Frumoasa zilei (Belle de jour)                                                                               | Luis Buñuel            | Franța                                   |
| 1968      | Die Artisten in der Zirkuskuppel: ratlos                                                                     | Alexander Kluge        | RFG                                      |
| 1969-1979 | Expoziția nu a fost competitivă. În 1973, 1977 și 1978 expoziția nu a fost organizată pentru diverse motive. |                        |                                          |
| 1980      | Atlantic City                                                                                                | Louis Malle            | Statele Unite ale Americii               |
| 1980      | Gloria | John Cassavetes        | Statele Unite ale Americii               |
| 1981      | Die bleierne Zeit                                                                                            | Margarethe von Trotta  | RFG                                      |
| 1982      | Der Stand der Dinge                                                                                          | Wim Wenders            | RFG                                      |
| 1983      | Prénom Carmen                                                                                                | Jean-Luc Godard        | Franța                                   |
| 1984      | Rok Spokojnego Slona                                                                                         | Krzysztof Zanussi      | Polonia                                  |
| 1985      | Sans toit ni loi                                                                                             | Agnès Varda            | Franța                                   |
| 1986      | Le rayon vert                                                                                                | Eric Rohmer            | Franța                                   |
| 1987      | Au revoir les enfants                                                                                        | Louis Malle            | Franța                                   |
| 1988      | La leggenda del santo bevitore                                                                               | Ermanno Olmi           | Italia                                   |
| 1989      | Beiqing chengshi                                                                                             | Hou Hsiao-Hsien        | Taiwan                                   |
| 1990      | Rosenkrantz And Guildenstern Are Dead                                                                        | Tom Stoppard           | Regatul Unit                             |
| 1991      | Urga | Nikita Mikhalkov       | Uniunea Sovietică                        |
| 1992      | Qui Ju da guansi                                                                                             | Zhang Yimou            | China                                    |
| 1993      | Short Cuts                                                                                                   | Robert Altman          | Statele Unite ale Americii               |
| 1993      | Trei culori: albastru (Trois couleurs: Bleu)                                                                 | Krzysztof Kieślowski   | Franța/ Polonia                          |
| 1994      | Alqing Wansui                                                                                                | Tsai Ming-Liang        | Taiwan                                   |
| 1994      | Pred doždot                                                                                                  | Milcho Manchevski      | Macedonia de Nord                        |
| 1995      | Xich-lo | Tran Anh Hung          | Vietnam                                  |
| 1996      | Michael Collins                                                                                              | Neil Jordan            | Regatul Unit                             |
| 1997      | Hana-bi | Takeshi Kitano         | Japonia                                  |
| 1998      | Così ridevano                                                                                                | Gianni Amelio          | Italia                                   |
| 1999      | Yi ge dou bu neng shao                                                                                       | Zhang Yimou            | China                                    |
| 2000      | Dayereh | Jafar Panahi           | Iran                                     |
| 2001      | Monsoon Wedding                                                                                              | Mira Nair              | India                                    |
| 2002      | The Magdalene Sisters                                                                                        | Peter Mullan           | Irlanda                                  |
| 2003      | Vozvrašcenje                                                                                                 | Andrei Zviagintsev     | Rusia                                    |
| 2004      | Vera Drake                                                                                                   | Mike Leigh             | Regatul Unit                             |
| 2005      | Brokeback Mountain                                                                                           | Ang Lee                | Statele Unite ale Americii/ Taiwan       |
| 2006      | Sanxia haoren                                                                                                | Jia Zhang-ke           | China/ Hong Kong, China                  |
| 2007      | Lust, Caution                                                                                                | Ang Lee                | Statele Unite ale Americii/ Taiwan       |
| 2008      | The Wrestler                                                                                                 | Darren Aronofsky       | Statele Unite ale Americii               |
| 2009      | Lebanon | Samuel Maoz            | Israel                                   |
| 2010      | Somewhere | Sofia Coppola          | Statele Unite ale Americii               |
| 2011      | Faust | Aleksandr Sokurov      | Rusia                                    |
| 2012      | Pietà | Kim Ki-duk             | Coreea de Sud                            |
| 2013      | Sacro GRA | Gianfranco Rosi        | Italia                                   |
| 2014      | En duva satt på en gren och funderade på tillvaron                                                           | Roy Andersson          | Suedia                                   |
| 2015      | Desde allá                                                                                                   | Lorenzo Vigas          | Venezuela                                |
| 2016      | Ang babaeng humayo                                                                                           | Lav Diaz               | Filipine                                 |
| 2017      | The Shape of Water                                                                                           | Guillermo del Toro     | Statele Unite ale Americii               |
| 2018      | Roma | Alfonso Cuarón         | Mexic                                    |
| 2019      | Joker | Todd Phillips          | Statele Unite ale Americii               |
| 2020      | Nomadland | Chloé Zhao             | Statele Unite ale Americii               |
| 2021      | L'evenement                                                                                                  | Audrey Diwan           | Franța                                   |
| 2022      | All the Beauty and the Bloodshed                                                                             | Laura Poitras          | Statele Unite ale Americii               |
| 2023      | Poor Things                                                                                                  | Yorgos Lanthimos       | Statele Unite ale Americii/ Regatul Unit |

## Leul de Aur pentru întreaga carieră
Leul de Aur pentru întreaga carieră este premiul Expoziției Internaționale de Artă cinematografică de la Veneția destinat acelor personalități in domeniul cinematografiei care s-au distins în mod deosebit în practicarea acestei arte. Instituit în 1971, este precedat în 1969 și în 1970 de un "omagiu" (înaintea instituirii sale, omagiile erau aduse sub forma unor retrospective). Nu a fost acordat între 1973 și 1981 și nici în 1984.
- 1969: omagiu lui Luis Buñuel
- 1970: omagiu lui Orson Welles
- 1971: John Ford, Marcel Carné, Ingmar Bergman
- 1972: Charlie Chaplin, Anatoli Golovnia, Billy Wilder
- 1973-1981: nu a fost acordat
- 1982: Alessandro Blasetti, Frank Capra, George Cukor, Jean-Luc Godard, Sergej Yutkevic, Alexander Kluge, Akira Kurosawa, Michael Powell, Satyajit Ray, King Vidor, Cesare Zavattini, Luis Buñuel
- 1983: Michelangelo Antonioni
- 1984: nu a fost acordat
- 1985: Federico Fellini, în plus Leul de Aur lui Manoel de Oliveira și lui John Huston
- 1986: Paolo și Vittorio Taviani
- 1987: Luigi Comencini, Joseph L. Mankiewicz
- 1988: Joris Ivens
- 1989: Robert Bresson
- 1990: Miklos Jancsó, Marcello Mastroianni
- 1991: Mario Monicelli, Gian Maria Volontè
- 1992: Francis Ford Coppola, Jeanne Moreau, Paolo Villaggio
- 1993: Claudia Cardinale, Roman Polanski, Robert De Niro, Steven Spielberg
- 1994: Ken Loach, Suso Cecchi D'Amico, Al Pacino
- 1995: Woody Allen, Alain Resnais, Martin Scorsese, Giuseppe De Santis, Goffredo Lombardo, Ennio Morricone, Alberto Sordi, Monica Vitti
- 1996: Robert Altman, Vittorio Gassman, Dustin Hoffman, Michèle Morgan
- 1997: Gérard Depardieu, Stanley Kubrick, Alida Valli
- 1998: Sophia Loren, Andrzej Wajda
- 1999: Jerry Lewis
- 2000: Clint Eastwood
- 2001: Eric Rohmer
- 2002: Dino Risi
- 2003: Dino De Laurentiis, Omar Sharif
- 2004: Manoel de Oliveira, Stanley Donen
- 2005: Hayao Miyazaki, Stefania Sandrelli
- 2006: David Lynch
- 2007: Tim Burton, în plus Leul de Aur lui Bernardo Bertolucci
- 2008: Ermanno Olmi
- 2009: John Lasseter, Brad Bird, Pete Docter, Andrew Stanton și Lee Unkrich
- 2010: John Woo
- 2011: Marco Bellocchio
- 2012: Francesco Rosi
- 2013: William Friedkin
- 2014: Thelma Schoonmaker și Frederick Wiseman
- 2019: Julie Andrews și Pedro Almodóvar
- 2020: Tilda Swinton și Ann Hui
- 2021: Roberto Benigni și Jamie Lee Curtis
- 2022: Catherine Deneuve și Paul Schrader
- 2023: Liliana Cavani și Tony Leung Chiu-wai